# Tự ăn bản thân
Tự ăn bản thân là hành vi ăn ăn thịt một phần thân thể của chính mình xuất hiện ở cả người và một số loài động vật. Ở người, hành vi này có thể là triệu chứng của một rối loạn tâm lý, nhưng cũng đã có những người tự nguyện ăn một bộ phận đã bị cắt rời khỏi cơ thể của mình. Trong một số trường hợp khác, nhiều người bị ép làm điều này như một cách tra tấn.

## Các loài
- Hải tiêu: Xuất hiện khắp các đại dương và thường sống bám vào thân tàu hoặc các vật thể khác như đá hoặc san hô, hải tiêu dễ lầm tưởng đó là một loài thực vật với màu sắc hết sức đa dạng, phong phú. Hải tiêu được coi là loài động vật khá rùng rợn bởi chúng tự ăn não của mình trong quá trình phát triển. Thực chất đó là quá trình sinh trưởng từ hải tiêu non với hình hài khá giống với nòng nọc (có đầy đủ mắt, não và đuôi) đến khi gắn cơ thể cố định vào một mặt bám và tiêu biến tất cả các bộ phận, chỉ còn lại một đốt thần kinh.
- Dế đuôi ngắn: là loài dế có màu nâu nhạt, cơ quan sinh sản bị tiêu biến và khả năng đào hang rất thông minh. Khi hoàn thành, hang dế có nhiều phòng và lối đi lại thuận tiện – là nơi chúng dành phần lớn thời gian, trừ lúc đi tìm thức ăn và bạn tình. Tuy nhiên, chúng lại có sở thích hết sức đặc biệt là tự ăn đôi cánh của mình.[1]
- Rắn chuột: Có bằng chứng cho thấy một con rắn chuột đang tự nuốt đuôi của mình và đã chết khi cố gắng làm điều đó lần thứ hai. Một con rắn chuột khác cũng được phát hiện trong tư thế đang nuốt chửng 2/3 cơ thể của chính nó. Trong một cửa hàng thú nuôi, rất nhiều người cũng đã kinh hãi khi thấy con rắn này tự nuốt và cắn đuôi mình đến mức máu chảy loang lổ.[2]
- Rắn cây nâu Australia được ghi nhận có hiện tượng này.

## Giải thích
Có ý kiến cho rằng loài rắn ăn đuôi mình là hành động phản xạ nhầm, để thu hút con mồi, một số loài thường vẫy đuôi để bẫy mồi. Do hạn chế về tầm nhìn, chúng thiên về phản xạ nhiều hơn. Do đó, hành động vẫy đuôi khiến chúng lầm tưởng đó là con mồi và dẫn đến hành động nuốt đuôi mình. Nọc độc trở thành vũ khí khiến chúng tự giết mình. Một phần khác từ tập tính săn mồi theo khả năng định vị mùi của loài rắn. Khi đi săn mồi, ở nơi mà chúng trườn qua, mùi con mồi vô tình bám vào đuôi chúng. Do hạn chế về tầm nhìn nên chúng tưởng đó là con mồi ngay cạnh. Theo phản xạ, chúng nhanh chóng nhai phần đuôi mà chúng tưởng là con mồi béo bở.
Trong thế giới loài rắn, không ít các trường hợp rắn nhai đuôi mình mà vẫn sống sót. Điều may mắn này xảy ra ở loài rắn không có độc hoặc độc tính nhẹ. Ở chúng, đến một lúc nào đó khi nhai đuôi mình, chúng nhận ra đó không phải con mồi, và sẽ dần dần nhả phần đuôi đã nuốt ra mà vẫn sống sót. Như vậy, hành vi nhai đuôi của loài rắn chỉ là hành động 'lầm tưởng' theo phản xạ săn mồi. Chúng không tự giết mình một cách có chủ đích.